# Valleroy (Doubs)
Valleroy ist eine französische Gemeinde mit 144 Einwohnern (Stand: 1. Januar 2022) im Département Doubs in der Region Bourgogne-Franche-Comté.

## Geographie
Valleroy liegt auf 260 m, etwa 18 Kilometer nordnordöstlich der Stadt Besançon (Luftlinie). Das Dorf erstreckt sich auf einer Anhöhe am südlichen Rand der Talniederung des Ognon gegenüber von Chambornay-lès-Bellevaux, im äußersten Nordwesten des Département Doubs.
Die Fläche des 3,05 km² großen Gemeindegebiets umfasst einen Abschnitt des Ognon-Tals. Die westliche und nördliche Grenze verläuft entlang dem Ognon, der hier mit großen Flussschleifen durch eine flache Talniederung fließt, die rund ein bis zwei Kilometer breit ist. Ehemalige Kiesgruben im Tal wurden mit Wasser gefüllt. Vom Flusslauf erstreckt sich das Gemeindeareal nach Süden über die breite Talaue in eine leicht gewellte Landschaft, die teils mit Acker- und Wiesland, weiter im Osten vor allem mit Wald bestanden ist (Bois du Chanoi, Bois de la Chaille). Mit 278 m wird auf einer Anhöhe im Bois du Chanoi die höchste Erhebung von Valleroy erreicht.
Nachbargemeinden von Valleroy sind Cirey im Norden, Rigney im Osten, Thurey-le-Mont im Süden sowie Chambornay-lès-Bellevaux im Westen.

## Geschichte
Im Mittelalter unterstand Valleroy der Herrschaft der Abtei Bellevaux. Zusammen mit der Franche-Comté gelangte das Dorf mit dem Frieden von Nimwegen 1678 definitiv an Frankreich.

## Sehenswürdigkeiten
Das sogenannte Château ist ein Ende des 19. Jahrhunderts errichtetes Herrschaftshaus in einem Park mit Orangerie.

## Bevölkerung
| Jahr                       | 1962 | 1968 | 1975 | 1982 | 1990 | 1999 | 2004 | 2016 |
| Einwohner                  | 44   | 36   | 31   | 55   | 75   | 72   | 89   | 163  |
| Quellen: Cassini und INSEE |      |      |      |      |      |      |      |      |

Mit 144 Einwohnern (Stand 1. Januar 2022) gehört Valleroy zu den kleinen Gemeinden des Départements Doubs. Nachdem die Einwohnerzahl in der ersten Hälfte des 20. Jahrhunderts stets im Bereich zwischen 45 und 65 Personen gelegen hatte, wurde seit Mitte der 1970er Jahre ein deutliches Bevölkerungswachstum verzeichnet. Seither hat sich die Einwohnerzahl fast verdreifacht.

## Wirtschaft und Infrastruktur
Valleroy war bis weit ins 20. Jahrhundert hinein ein vorwiegend durch die Landwirtschaft (Ackerbau, Obstbau und Viehzucht) geprägtes Dorf. Noch heute leben die Bewohner zur Hauptsache von der Tätigkeit im ersten Sektor. Außerhalb des primären Sektors gibt es nur wenige Arbeitsplätze im Dorf. Einige Erwerbstätige sind auch Wegpendler, die in den umliegenden größeren Ortschaften ihrer Arbeit nachgehen.
Die Ortschaft liegt abseits der größeren Durchgangsstraßen. Erreichbar ist das Dorf entweder von Moncey oder von Cirey. Der nächste Anschluss an die Autobahn A36 befindet sich in einer Entfernung von ungefähr zwölf Kilometern.